# Міхай Бенюк

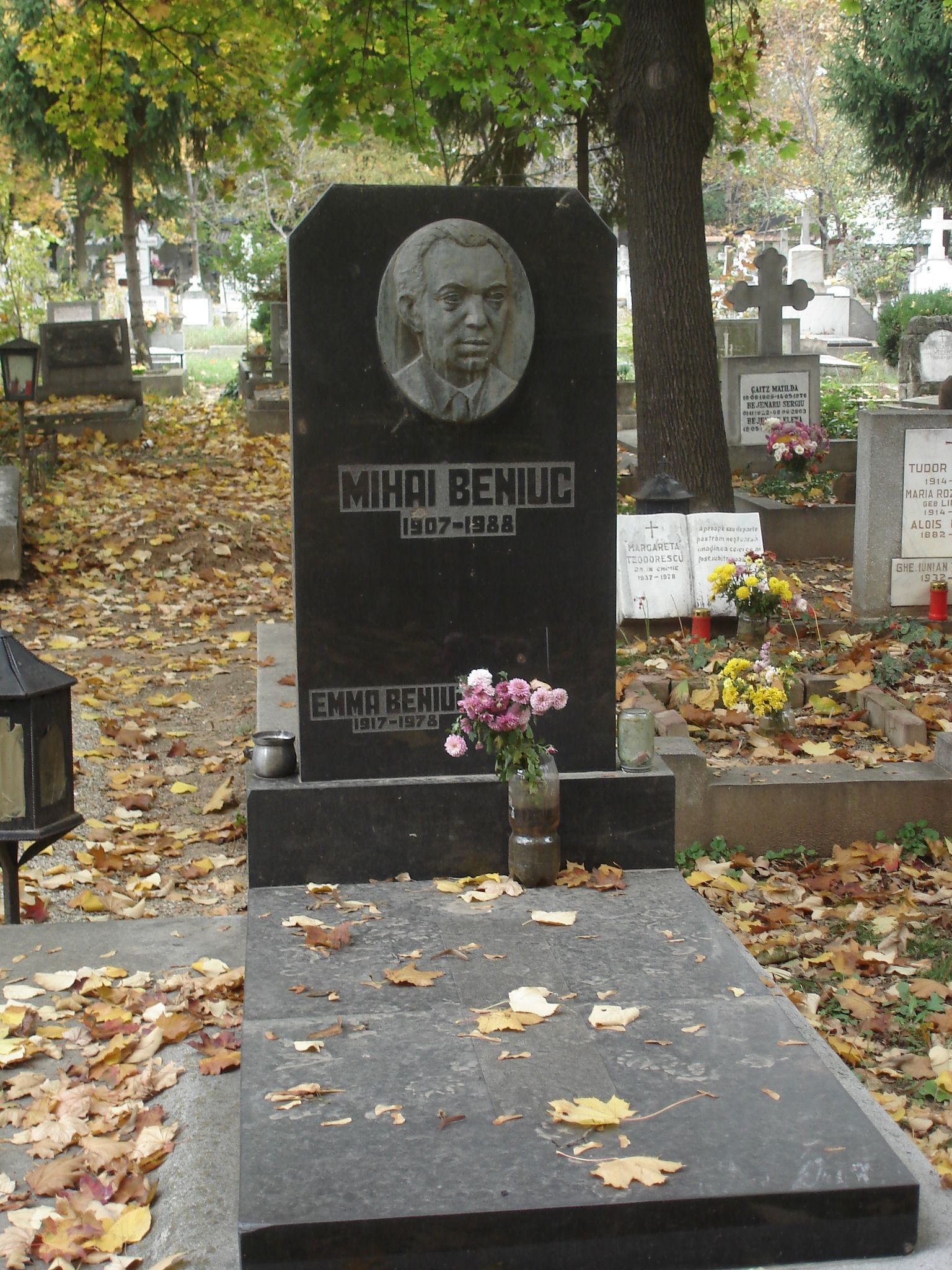
Могила Бенюка

Міха́й Беню́к (рум. Mihai Beniuc; 20 листопада 1907 — 24 червня 1988) — румунський поет, письменник та академік (1955); громадський діяч, комуніст.

## З життєпису
Член Румунської АН (з 1955). Секретар Спілки письменників РНР. Літературну діяльність почав 1926. У ранніх творах виступав на захист інтересів трудящих, осуджував фашизм і загарбницьку війну проти СРСР, вітав перемогу Радянського Союзу (зб. «Пісні загибелі», 1938; «Поезії», 1943; «Загублене місто», 1943). У післявоєнних творах славить нове життя, відображає соціалістичне будівництво в Румунії («Людина чекає світанку», 1946; «Яблуня при дорозі», Державна премія, 1954; «Партія мене навчила», 1954; «Мандрівники в сузір'ях», 1958). Відомий як перекладач, зокрема «Слова о полку Ігоревім».
Твори:
- Укр. перекл.—Заплава Вирнава. «Всесвіт», 1959, № 5;
- Рос. перекл.-Стихи. М., 1958.